# Neptune's Daughter (película de 1914)
Neptune's Daughter (Hija de Neptuno) es una película de fantasía muda estadounidense de 1914 que presenta la primera colaboración entre la actriz Annette Kellerman y el director Herbert Brenon. Se basó en la idea de Kellerman de "una película de fantasía sobre el agua con hermosas sirenas en el jardín del rey Neptuno junto con una buena historia de amor". Fue filmada por Universal en Bermuda durante enero y febrero, costó aproximadamente 50.000 dólares  y recaudó un millón de dólares en taquilla.

## Argumento
La hija del rey del agua, Rey Neptuno, toma forma humana para vengar la muerte de su hermana menor, que quedó atrapada en una red de pesca. Sin embargo, se enamora del rey del país, el rey William, el hombre al que considera responsable.

## Reparto
- Annette Kellerman - Annette, hija de Neptuno.
- William E. Shay  - rey William.
- William Welsh  - rey Neptuno.
- Leah Baird - princesa Olga.
- Mrs. Allen Walker - la bruja del mar.
- Herbert Brenon - Roador el lobo.
- Edmund Mortimer - duque Boris.
- Lewis Hooper - conde Rudolph.
- Millie Liston - madre de Jailer.
- Katherine Lee - Angela, hermana de Annette.

## Conservación
Un carrete del metraje de Neptune's Daughter se encuentra actualmente en dos archivos, el Archivo Nacional de Cine y Sonido y el Gosfilmofond de Rusia. Esto se puede encontrar en el lanzamiento del DVD Venus of the South Seas Region 1 como característica adicional.